# Armorial des familles basques (N)
Cet article décrit l'armorial des familles basques par ordre alphabétique et concerne les familles dont les noms commencent par les lettres « N ».

## Na
Famille Nabalaz (Valcarlos) :
| Blason | Blasonnement : D'or au chevron de sinople accompagné de trois mouchetures d'hermines de sable. Note : Les blasonnements de cette page sont tous issus de cet ouvrage qui cite également d'autres sources Commentaires : Maison noble de la vallée de Valcarlos, près d'Arneguy. Reconnaissance de noblesse en 1792. |

Famille Nabagoechea (Basse-Navarre) :
| Blason | Blasonnement : De gueules au lion rampant d'or, couronné du même, cantonné de quatre haches de guerre d'argent, emmanchées d'or, et accompagné en pointe d'une onde d'argent et d'azur. Note : Les blasonnements de cette page sont tous issus de cet ouvrage qui cite également d'autres sources. |

Famille Naguille (Bayonne) :
| Blason | Blasonnement : Note : Les blasonnements de cette page sont tous issus de cet ouvrage qui cite également d'autres sources ; Commentaires : Ancienne famille patricienne de Bayonne connue depuis 1481. |

Famille Najera (Alava) :
| Blason | Blasonnement : De... au pont à trois arches sommé à chaque extrémité d'une tour. Alias : d'argent à une tête de loup de sable et cinq gouttes de sang de gueules. Alias : d'or à l'aigle de sable. Alias : coupé au 1 d'azur à trois fleurs de lys d'or posées en fasce ; parti au 1 d'argent au lion de gueules contourné, couronné d'or ; au 2 d'argent à l'ours de sable, attaché par une chaîne à un toit : à la bordure générale de gueules chargée de trois châteaux d'or. Note : Les blasonnements de cette page sont tous issus de cet ouvrage qui cite également d'autres sources,. Commentaires : Ancien lignage dont la filiation est établie depuis Juan de Nâjera, vivant à Très Puentes, dans la région de Vitoria. |

Famille Napier (Basse-Navarre) :
| Blason | Blasonnement : D'argent au sautoir de sable cantonné de quatre roses de gueules, boutonnées d'or. Note : Les blasonnements de cette page sont tous issus de cet ouvrage qui cite également d'autres sources |

Famille Narbaez (Saint-Jean-Pied-de-Port) :
| Blason | Blasonnement : De gueules à cinq fleurs de lys d'argent posées en sautoir. Note : Les blasonnements de cette page sont tous issus de cet ouvrage qui cite également d'autres sources Commentaires : Ancienne famille établie en Navarre, Colombie et Pérou. |

Famille Narbaja (Alava) :
| Blason | Blasonnement : De gueules au chevron d'or accompagné en chef de deux fleurs de lis d'or et en pointe d'une main ouverte d'argent, posée en pal, le poignet ensanglanté de gueules. Note : Les blasonnements de cette page sont tous issus de cet ouvrage qui cite également d'autres sources |

Famille Navarro (vallée de Roncal) :
| Blason | Blasonnement : D'azur au pont à trois arches d'or surmonté d'une tête de roi maure de sable, couronnée d'or et ensanglantée de gueules, et accompagné en pointe d'un mont de trois coupeaux d'argent (armes de la vallée). Note : Les blasonnements de cette page sont tous issus de cet ouvrage qui cite également d'autres sources |

Famille Navascués (vallée de Salazar) :
| Blason | Blasonnement : Ecartelé, au 1 d'azur à la croix d'or ; au 2 de gueules à deux châteaux d'or ouverts et maçonnés de sable, posés l'un sur l'autre ; au 3 d'azur à cinq meules d'or ; au 4 d'argent à trois chaudrons de sable, 2 et 1. Note : Les blasonnements de cette page sont tous issus de cet ouvrage qui cite également d'autres sources ; |

Famille Navaz (Navarre) :
| Blason | Blasonnement : De gueules au losange d'azur chargé d'un château d'or et accompagné de quatre besants d'or, un à chaque canton, et de quatorze flanchis d'or posés en orle. Alias : écartelé, au 1 les armes ci-dessus ; au 2 échiqueté d'argent et de sable, qui est du Baztan ; au 3 d'argent à deux loups de sable, et une bordure de gueules chargée de onze flanchis d'or, qui est Asiain ; au 4 d'or à neuf flanchis, qui est Eusa. Note : Les blasonnements de cette page sont tous issus de cet ouvrage qui cite également d'autres sources. Commentaires : Palacio de la vallée de Juslapeña. |

## Ne
Famille Necochea (vallée de Roncal) :
| Blason | Blasonnement : Coupé par une fasce d'or, au 1 d'azur à une tête de roi maure cousue de sable ; au 2 aussi d'azur au chevron d'or accompagné en pointe d'un mont à trois coupeaux au naturel. Note : Les blasonnements de cette page sont tous issus de cet ouvrage qui cite également d'autres sources ; Commentaires : Maison noble de la vallée de Roncal. |

Famille Necol (Basse-Navarre) :
| Blason | Blasonnement : D'argent à deux monts de sinople sommés chacun d'une tour de gueules. Note : Les blasonnements de cette page sont tous issus de cet ouvrage qui cite également d'autres sources |

Famille Necueza (Navarre) :
| Blason | Blasonnement : D'or au pal de gueules ; à la bordure d'azur chargée de huit chaudrons d'or. Note : Les blasonnements de cette page sont tous issus de cet ouvrage qui cite également d'autres sources Commentaires : Maison noble de Necuesa, à Narduès-Aldunate, vallée de Urraul bajo, près de Sangüesa. |

Famille Negorta (vallée de Salazar) :
| Blason | Blasonnement : De gueules à treize étoiles d'or posées 3, 3, 3, 3 et 1, accompagnées en chef de quatre tours d'argent ouvertes d'azur posées en fasce. Note : Les blasonnements de cette page sont tous issus de cet ouvrage qui cite également d'autres sources Commentaires : Lignage originaire de la vallée de Salazar avec une maison forte à Zuaza, dans la région d'Ayala, en Alava. |

## No
Famille Noain (Navarre) :
| Blason | Blasonnement : D'argent à deux loups passants d'azur, posés l'un sur l'autre. Note : Les blasonnements de cette page sont tous issus de cet ouvrage qui cite également d'autres sources Commentaires : Maison noble au lieu de ce nom, vallée d'Elorz, au sud de Pampelune. |

Famille Noble (Basse-Navarre) :
| Blason | Blasonnement : De gueules à une bande de sinople engoulée de deux têtes de dragons du même. Note : Les blasonnements de cette page sont tous issus de cet ouvrage qui cite également d'autres sources |

Famille Normant (Navarre) :
| Blason | Blasonnement : Coupé, au I écartelé aux 1, 2 et 4 d'azur à la fleur de lys d'argent ; au 3 aussi d'azur au rocher d'argent et au franc canton dextre de gueules. Note : Les blasonnements de cette page sont tous issus de cet ouvrage qui cite également d'autres sources Note : Ce blasonnement est incomplet et/ou incohérent. De quoi est composé le II ?. Commentaires : Famille d'origine française qui avait une maison noble à Barasoain, près de Tafalla. |

Famille Norsagaray (Guipuscoa) :
| Blason | Blasonnement : De gueules à l'aigle d'argent accompagnée de trois étoiles du même ; à la bordure aussi d'argent chargée de huit coquilles d'azur. Note : Les blasonnements de cette page sont tous issus de cet ouvrage qui cite également d'autres sources. |

Famille Novar (vallée du Baztan) :
| Blason | Blasonnement : D'azur au soleil d'or. Note : Les blasonnements de cette page sont tous issus de cet ouvrage qui cite également d'autres sources |

Famille Noves (Bayonne) :
| Blason | Blasonnement : D'azur à trois fers de pique d'argent, 2 et 1. Note : Les blasonnements de cette page sont tous issus de cet ouvrage qui cite également d'autres sources. |

Famille Noyers (Basse-Navarre) :
| Blason | Blasonnement : D'or à la bande de gueules chargée de trois feuilles de peuplier d'or et accostée de deux fleurs de lys d'azur. Note : Les blasonnements de cette page sont tous issus de cet ouvrage qui cite également d'autres sources Commentaires : Famille d'origine française. |